# Pacomio
Pacomio (Esna, 292 – Pabau, 9 maggio 348) è stato un monaco cristiano egiziano, considerato il fondatore del monachesimo cenobitico. Elaborò la più antica regola per la vita comunitaria nota ad oggi (la Regola di san Pacomio) ed è considerato il fondatore della prima abbazia attorno al 320 presso Tabennisi, nella regione della Tebaide.
Viene venerato come santo da diverse Chiese cristiane tra cui la cattolica, l'ortodossa e la copta.

## Biografia
Quello che sappiamo di lui si ricava essenzialmente da Vita di Pacomio, una biografia che gli fu dedicata nel IV secolo.
Secondo la sua agiografia nacque da una famiglia di pagani. Fu coinvolto contro la sua volontà in una campagna di reclutamento dell'esercito romano all'età di vent'anni, un evento comune durante i tumulti e le guerre civili del periodo, e con diverse altre reclute fu messo a bordo di una nave che scendeva lungo il Nilo. Arrivati a Tebe, i cristiani locali avrebbero portato cibo e generi di conforto per i detenuti, cosa che fece una durevole impressione su Pacomio al punto che promise di studiare il cristianesimo ulteriormente quando fosse uscito. Così avvenne: si convertì e fu battezzato (314?). Poi venne in contatto con un certo numero di asceti ben noti e decise di perseguire questa strada: andò alla ricerca di Palemone (o Palamone?) eremita e venne ad essere il suo seguace (317). Pregava spesso con le braccia distese a forma di croce, postura in seguito molto utilizzata nella Chiesa.
Dopo aver studiato sette anni con il vecchio Palemone, Pacomio decise di condurre la vita di un eremita presso Antonio, che fu il suo insegnante fino a quando, secondo la leggenda, udì una voce in Tabennisi che gli disse di costruire una dimora per gli eremiti per stabilirvisi. In precedenza, un asceta denominato Macario aveva già creato una serie di proto- monasteri chiamati lavre, o cellule, dove gli uomini santi fisicamente o mentalmente incapaci di raggiungere i rigori della vita solitaria di Antonio avrebbero vissuto in un ambiente comunitario. Pacomio si dedicò ad organizzare queste cellule in una organizzazione formale.
Fino a quell'epoca, l'esperienza dell'ascesi cristiana era stata la solitudine o l'eremitismo. Monaci maschi o femmine vivevano in capanne individuali o grotte e si incontravano solo per i servizi di culto occasionali. Pacomio sembra aver creato la prima comunità cenobitica organizzata, in cui monaci (maschi o femmine) vivevano insieme e avevano i loro possedimenti in comune sotto la guida di un abate o di una badessa, e lui stesso è stato salutato come Abbà (padre).
Pacomio stabilì il suo primo monastero cenobitico a Tabennisi tra il 318 e il 323. Il primo ad unirsi a lui fu il fratello maggiore Giovanni e ben presto più di 100 monaci vivevano nel suo monastero. Si rese conto che quegli uomini, che conoscevano solo la vita eremitica, avrebbero potuto rifiutare la nuova esperienza se le modalità della vita cenobitica fossero state imposte loro bruscamente; permise quindi che dedicassero tutto il loro tempo per gli esercizi spirituali, a cui erano abituati.
Il monastero di Tabennisi, anche se più volte ingrandito, divenne ben presto troppo piccolo, e un secondo venne fondato a Pbow (oggi Faw al-Qibli). Dopo il 336, Pacomio trascorse la maggior parte del suo tempo nel suo monastero di Pbow. Anche se Pacomio a volte fece da lettore per i pastori vicini, né lui né alcuno dei suoi monaci divenne sacerdote. Nel 333 venne visitato da sant'Atanasio, che voleva ordinarlo sacerdote; ma Pacomio fuggì da lui.
Intorno al 345 (poco prima della morte di Pacomio) c'erano già otto monasteri pacomiani e diverse centinaia di monaci; entro una generazione dopo la sua morte, questo numero crebbe enormemente con la diffusione dall'Egitto alla Palestina, al deserto della Giudea, la Siria, il Nord Africa e, infine, l'Europa occidentale. 
Pacomio è anche accreditato come il primo cristiano ad aver utilizzato e raccomandato l'uso di una corda per la preghiera.
Una sola volta ricevette la visita di Basilio di Cesarea che prese molte delle sue idee e le portò a Cesarea, dove Basilio fece anche alcuni adattamenti che sono diventati la regola ascetica, o l'Ascetica, la regola ancora oggi utilizzata dalla Chiesa Orientale, paragonabile alla Regola di San Benedetto in Occidente.
Tra i molti miracoli da lui operati ci fu quello di parlare miracolosamente le lingue greca e latina benché non le avesse mai imparate.
Egli rimase abate dei cenobiti per circa quarant'anni. Quando contrasse una malattia epidemica (probabilmente la peste), chiamò i monaci, li rafforzò nella fede e nominò il suo successore, poi morì il 14 Pashons, 64 A.M. (anno martyrum), cioè il 9 maggio 348.

## Culto
La Chiesa cattolica ne celebra la memoria liturgica il 9 maggio, quella ortodossa il 15 maggio.
Dal Martirologio Romano: